# Fuminori Kizaki
Pour les articles homonymes, voir Kizaki.
Fuminori Kizaki (木崎 文智, Kizaki Fuminori) est un réalisateur japonais né le 10 mars 1969 dans la préfecture de Fukuoka, Japon.
Après être sorti diplômé du Tokyo Animator College, il intègre le studio Giants puis fondent avec d'autres animateurs le studio Hercule. Après avoir essentiellement travaillé en tant que responsable d'animation et de chara-designer dans de nombreux studios, il travaille pour le studio Gonzo qui lui offre son premier poste à la réalisation avec la série Basilisk en 2005. Il réalise par la suite pour le même studio la mini-série Afro Samurai en 2007  ainsi que son film dérivé, Afro Samurai: Resurrection, sorti en 2009.  

## Filmographie
- 1992-93 : Floral Magician Mary Bell (ja) (série télévisée) - Animateur clé
- 1994 : Yū Yū Hakusho - film 1 (film) - Directeur d'animation
- 1994-95 : Magic Knight Rayearth (série télévisée) - Directeur d'animation (ep 39), animateur clé
- 1994-96 : Macross Plus (OAV) - Animateur clé
- 1995 : Zenki (série télévisée) - Directeur d'animation (ep 11,18)
- 1995-96 : Neon Genesis Evangelion (série télévisée) - Animateur clé
- 1996 : Ninja Cadets (OAV) - Directeur d'animation
- 1997 : In Memory of the Walther P38 (TV spécial) - Chara-designer, Directeur de l'animation
- 1997 : Virus Buster Serge (série télévisée) - Directeur de l'animation (ep 2,9,12)
- 1998 : Trigun (série télévisée) - Storyboard (ep 7)
- 1998 : Shadow Skill (série télévisée) - Chara-designer, directeur de l'animation (ep 1,13,25)
- 1998 : Getter Robo Armageddon (OAV) - Animateur clé
- 1999 : Blue Gender (série télévisée) - Chara-designer, Supervision de l'animation, directeur de l'animation (ep 1,6,18,23,26)
- 1999-00 : Sol Bianca (OAV) - Animateur clé
- 2002 : Gravion (en) (série télévisée) - Directeur d'animation (ep 1,6)
- 2002-03 : Ghost in the Shell: Stand Alone Complex (série télévisée) - Directeur de l'animation (ep 19)
- 2003-04 : The Galaxy Railways (série télévisée+OAV) - Chara-designer, directeur d'animation (ep 3,13,22)
- 2004 : Gravion Zwei (série télévisée) - Storyboard (op)
- 2005 : Basilisk (série télévisée) - Réalisateur, Storyboard (ep 1,23,24), directeur d'épisode (1,23,24)
- 2005-07 : Karas (OAV) - Animateur clé
- 2007 : Afro Samurai (série télévisée) - Réalisateur
- 2009 : Afro Samurai: Resurrection (Film) - Réalisateur
- 2010 : Super Street Fighter IV (OAV) - Réalisateur
- 2010 : Marvel Anime (X-men) (série télévisée) - Réalisateur, storyboard (ep 1,12), directeur d'épisode (ep 1,12)